# Балыбердин, Владимир Сергеевич
Влади́мир Серге́евич Балыбе́рдин (1 октября 1948, Сорокинский район, Алтайский край — 22 июля 1994, Санкт-Петербург) — первый советский альпинист, взошедший на высочайшую вершину мира гору Эверест (8848 м). Заслуженный мастер спорта СССР (1982), мастер спорта международного класса (1982), двукратный обладатель титула «Снежный барс» (1987, 1988).

## Биография
Родился в селе Шпагино Заринского района Алтайского края 1 октября 1948 года, хотя, по официальным документам, датой рождения считалось 2 июля 1949 года. Жил и учился в Ленинграде, в 1973 году окончил Ленинградский электротехнический институт связи имени М. А. Бонч-Бруевича. Работал старшим инженером в Центральном научно-исследовательском институте морского флота. С 1980 года — инструктор альпинизма Ленинградского городского совета ДСО «Спартак».
Альпинизмом начал заниматься в 1969 году. В 1977 году занял 1-е место в альпинистском двоеборье (беговые лыжи и слалом). В 1978 году присвоены звания кандидата в мастера спорта по альпинизму и кандидата в мастера спорта по скалолазанию. В 1981 году на пике Коммунизма выиграл первенство СССР в высотно-техническом классе.
В 1982 году стал одним из самых активных участников первой советской гималайской экспедиции, целью которой было восхождение на гору Эверест. Непосредственное восхождение на вершину Эвереста Владимир Балыбердин осуществил 4 мая 1982 года вместе со своим напарником, московским альпинистом Эдуардом Мысловским. За это восхождение В. Балыбердин был награждён орденом Ленина (5 июля 1982 года), а по итогам опроса спортивных журналистов был назван в числе десяти лучших спортсменов СССР 1982 года (альпинист — впервые в истории советского спорта). Единственный из кандидатов в мастера спорта СССР, которому, минуя звание мастера спорта, присвоены звания заслуженного мастера спорта (8 июня 1982) и мастера спорта СССР международного класса (31 декабря 1982).
1986 год — совершил первое зимнее восхождение на пик Коммунизма.
1988 год — совершил первое зимнее восхождение на пик Ленина.
В апреле — мае 1989 года участвовал во 2-й советской гималайской экспедиции, поднявшись последовательно на четыре вершины горного массива Канченджанга (8586 м). За эти восхождения награждён орденом Дружбы народов (9 января 1990 года).
В январе-феврале 1990 года руководил одной из 4 групп советских альпинистов при зимнем восхождении на пик Победы, но в непогоду взойти удалось только группе Валерия Хрищатого.
7 октября 1991 года совершил повторное восхождение на Эверест в качестве руководителя экспедиции Санкт-Петербургского кооператива «Альпинист».
В 1992 году Владимир Балыбердин был руководителем российско-американской экспедиции на K2 (Чогори) (высота 8611 м). Совершил восхождение в составе группы, включавшей, кроме него, Алексея Никифорова и Геннадия Копейку. После этой экспедиции В. Балыбердин стал первым в стране альпинистом, взошедшим на три самые высокие вершины мира.
В ночь на 22 июля 1994 года Владимир Балыбердин погиб в Санкт-Петербурге, попав на своём автомобиле под колёса грузового трейлера, выехавшего на красный свет на перекрёстке Софийской улицы и проспекта Славы. Похоронен перед главным входом на Южное кладбище Санкт-Петербурга.

## Память
На доме 47 по Бассейной улице, где В. Балыбердин проживал с 1991 года, установлена мемориальная доска.
В канун 2001 года Комитет по физической культуре и спорту Санкт-Петербурга определил двадцатку лучших петербургских спортсменов XX века. Их имена составляют гордость мирового, советского и российского спорта, и одним из них был назван Владимир Балыбердин.

## Адреса в Санкт-Петербурге
- 1991 — 22 июля 1994 — Бассейная улица, 47.